# Пеліканоподібні
Пеліканоподі́бні, або веслоно́гі (Pelecaniformes) — ряд птахів. Як правило, мешкають поблизу водойм та живляться рибою.

## Особливості морфології
Усі чотири пальці з'єднані плавальною перетинкою, яка полегшує плавання. Відносяться до водних птахів. Для більшості видів характерне водонепроникне оперення.

## Біологія
Для представників ряду пеліканоподібні типовим є утворення колоній, які розміщуються, як правило, на скелястих берегах мало відвідуваних островів. Більшість видів будують компактні гнізда, у побудові яких беруть участь обидва партнери. Відносяться до гніздових птахів — пташенята вилуплюються безпорадними та вигодовуються обома батьками.

## Систематика
Ряд нараховує 50−60 нині існуючих видів.
До ряду включають 5 родин:
- Пеліканові (Pelecanidae)
- Чаплеві (Ardeidae)
- Китоголовові (Balaenicipitidae)
- Ібісові (Threskiornithidae)
- Молотоголовові (Scopidae)

Раніше до ряду відносили фрегатів, сул, бакланів та змієшийок, яких зараз об'єднують у ряд сулоподібних, та фаетонів (виокремлені у монотиповий ряд фаетоноподібних).